# Card Thief
Card Thief est un jeu vidéo de réflexion développé et édité par Tinytouchtales, sorti en 2017 sur iOS et Android.

## Système de jeu
Le joueur incarne une voleuse qui se déplace dans une ruelle figurée par des cartes. Le joueur doit planifier ses mouvements en fonction des cartes présentes pour progresser dans celle-ci.
Canard PC compare le jeu à Card Crawl du même développeur, à Threes! et à Dungeon Raid.

## Accueil
- Canard PC : 9/10[1]
- Gamezebo : 3,5/5[2]
- Pocket Gamer : 8/10[3]
- TouchArcade : 5/5[4]